# Lijst van rijksmonumenten in Nieuw-Scheemda
De plaats Nieuw-Scheemda telt 8 inschrijvingen in het rijksmonumentenregister. Hieronder een overzicht. 
| Object                                                               | Oorspronkelijke functie?  | Bouwjaar                                 | Architect           | Locatie             | Coördinaten?                  | Nr.?   | Afbeelding        |
| -------------------------------------------------------------------- | ------------------------- | ---------------------------------------- | ------------------- | ------------------- | ----------------------------- | ------ | ----------------- |
| Hervormde kerk                                                       | Kerk en kerkonderdeel     | 1661 1906 (gevel) 2008 (rest.)           |                     | Hamrikkerweg 27     | 53° 12' 36" NB, 6° 56' 33" OL | 33078  | Meer afbeeldingen |
| Boerderij van het Oldambtster type met twee rijen zaadzoldervensters | Boerderij                 | 1838                                     |                     | Hamrikkerweg 34     | 53° 12' 23" NB, 6° 56' 23" OL | 33079  | Meer afbeeldingen |
| De Dellen                                                            | Industrie- en poldermolen | 1855 1985 (plaatsing op huidige locatie) |                     | Pastorieweg 2       | 53° 11' 58" NB, 6° 56' 57" OL | 33080  | Meer afbeeldingen |
| Westerse Molen (Zeldenrust)                                          | Industrie- en poldermolen | 1862 1970 (rest.) 1983 (rest.)           | Kamphuis            | Hamrikkerweg 18     | 53° 12' 26" NB, 6° 55' 17" OL | 408809 | Meer afbeeldingen |
| Leeuwenborg                                                          | Boerderij                 | 1864                                     |                     | Pastorieweg 14      | 53° 13' 19" NB, 6° 57' 15" OL | 522074 | Upload foto       |
| Leeuwenborg, wagenschuur                                             | Boerderij                 | 1860                                     |                     | bij Pastorieweg 14  | 53° 13' 19" NB, 6° 57' 15" OL | 522075 | Upload foto       |
| Hervormde kerk, toegangshek                                          | Erfscheiding              | 1897                                     | L.J. Enthoven & Co. | bij Hamrikkerweg 27 | 53° 12' 36" NB, 6° 56' 32" OL | 522100 | Upload foto       |
| De Borgh                                                             | Boerderij                 | 1904 1930-1939 (terras)                  |                     | Hamrikkerweg 13     | 53° 12' 26" NB, 6° 56' 30" OL | 522115 | Upload foto       |